# Beverly Hills (Florida)
Beverly Hills es un lugar designado por el censo ubicado en el condado de Citrus en el estado estadounidense de Florida. En el Censo de 2010 tenía una población de 8.445 habitantes y una densidad poblacional de 1.101,57 personas por km².

## Geografía
Beverly Hills se encuentra ubicado en las coordenadas 28°55′3″N 82°27′15″O / 28.91750, -82.45417. Según la Oficina del Censo de los Estados Unidos, Beverly Hills tiene una superficie total de 7.67 km², de la cual 7.67 km² corresponden a tierra firme y (0%) 0 km² es agua.

## Demografía
Según el censo de 2010, había 8.445 personas residiendo en Beverly Hills. La densidad de población era de 1.101,57 hab./km². De los 8.445 habitantes, Beverly Hills estaba compuesto por el 90.73% blancos, el 3.54% eran afroamericanos, el 0.4% eran amerindios, el 1.21% eran asiáticos, el 0.05% eran isleños del Pacífico, el 1.52% eran de otras razas y el 2.56% pertenecían a dos o más razas. Del total de la población el 7.97% eran hispanos o latinos de cualquier raza.